# 신기역 (삼척)
신기역(Singi station, 新基驛)은 강원특별자치도 삼척시 신기면 신기리에 위치한 영동선의 철도역이다.
중앙선, 영동선, 태백선을 경유하는 무궁화호가 일 10회 정차하며 동해산타열차가 일 왕복 1회 정차한다. 근처에 환선굴이 있어 관광객들이 자주 이용하는 역이다. 역무실에서 한국철도 100주년 기념 스탬프를 날인할 수 있다.

## 역명 유래
여산송씨(礪山宋氏)가 새로 개척한 터전이라 하여 신기라고 불리는데서 유래하였다.

## 역사
- 1940년 7월 31일 : 보통역으로 영업 개시[1]
- 1950년 1월 29일 : 역사 소실
- 1958년 8월 1일 : 역사 신축 준공
- 1977년 5월 1일 : 화물취급 중지[2]
- 1992년 1월 22일 : 현재의 역사로 이전
- 1993년 4월 10일 : 소화물 취급 중지[3]
- 1997년 11월 20일 : 무궁화호, 통일호 열차 정차 및 철도승차권 단말기 설치
- 2004년 4월 1일 : 통일호 폐지로 무궁화호만 정차
- 2010년 5월 17일 : 승차권 차내 취급 지정 및 철도승차권 단말기 철거
- 2020년 3월 2일 :  동해행 누리로 일부 정차 (1631호)
- 2020년 8월 19일 : 동해산타열차 운행 개시

### 승강장
| ↑도계     |
| 승강장 \| |
| 동해↓     |

| 승강장 | 영동선 | 무궁화호 누리로 동해산타열차 | 영주 · 청량리 · 동해 방면 |

## 사진

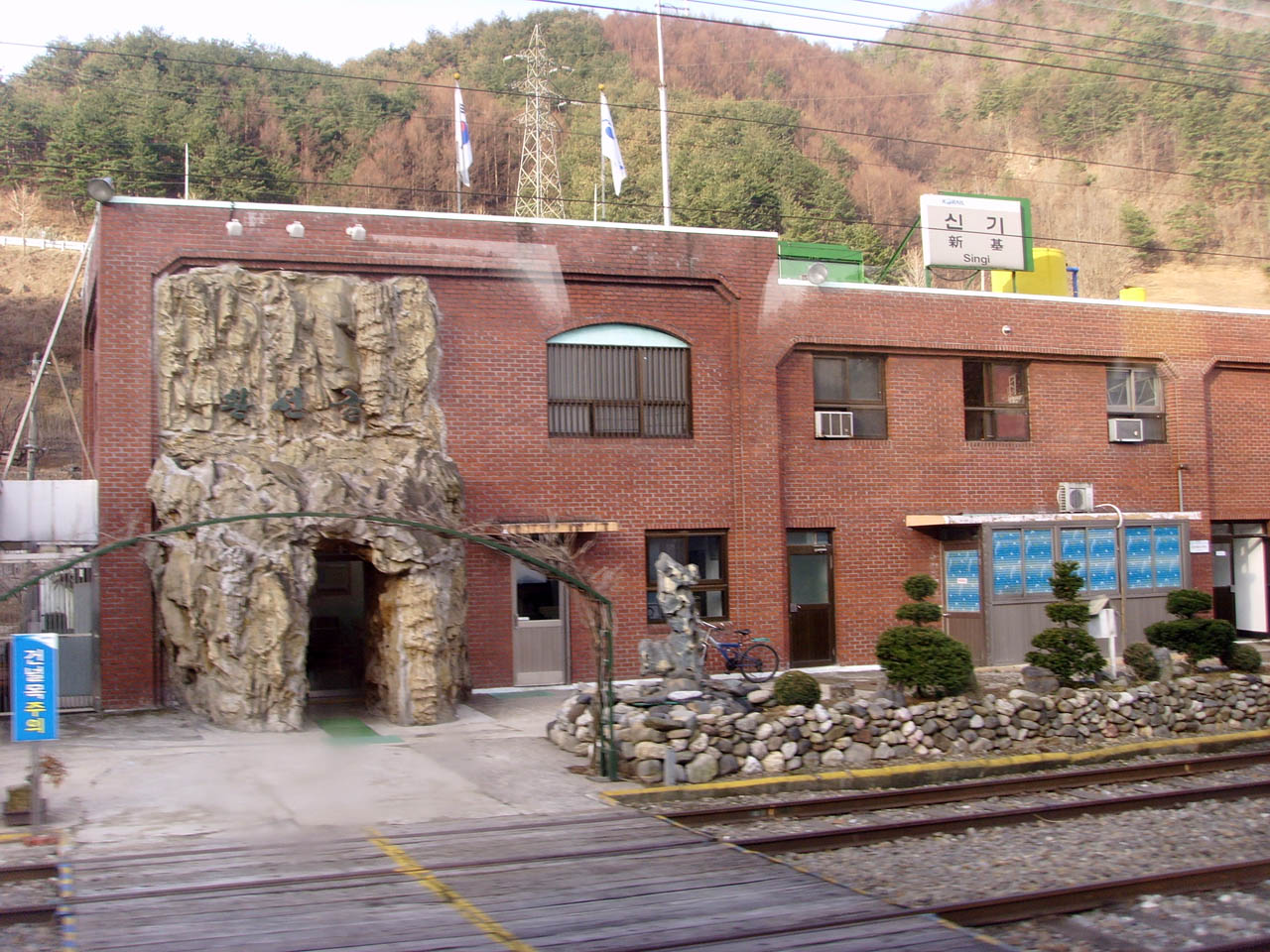
2008년 3월 22일 역사
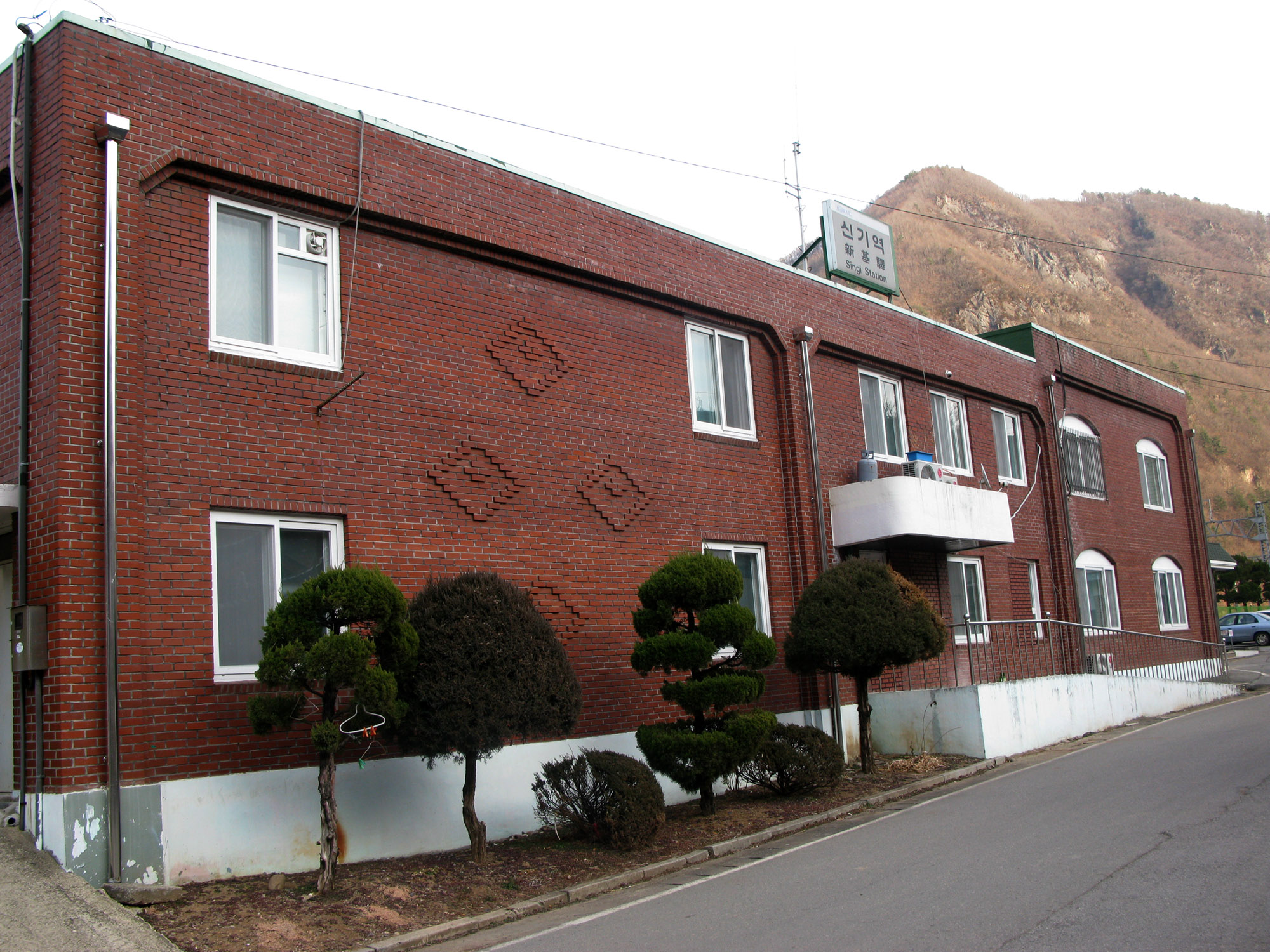
역사 앞면

## 인접한 역
| 영동본선         | 영동본선             | 영동본선       |
| ---------------- | -------------------- | -------------- |
| 도계 청량리 방면 | 무궁화 영동선·태백선 | 동해 방면      |
| 도계 영주 방면   | 무궁화호 영동선      | 동해 방면      |
| 도계 분천 방면   | 동해산타열차         | 동해 강릉 방면 |
| 도계 부전 방면   | 무궁화호 영동선      | 동해 방면      |